# Mormon (Livre de Mormon)
Pour les articles homonymes, voir Mormon.
Mormon est un personnage du Livre de Mormon qui aurait vécu de 311 à 385 ap. J.-C. sur le continent américain.

## Mormon, prophète, général et historien néphite
Selon le livre, Mormon fut chef militaire de l'âge de quinze ans à sa mort, et après avoir écrit l'histoire de son époque, il abrégea les grandes plaques de Néphi sur les plaques de Mormon. Il remit plus tard ces annales sacrées à son fils Moroni. Ces plaques font partie des annales que Joseph Smith aurait utilisées pour traduire le Livre de Mormon. À propos de son nom, Mormon aurait écrit : « Je m'appelle Mormon, du nom du pays de Mormon, le pays dans lequel Alma établit l'Église parmi le peuple, oui, la première Église qui fut établie parmi eux après leur transgression » (3 Néphi 5:12).

## Livre de Mormon
Mormon est un livre distinct faisant partie du volume appelé Livre de Mormon. Les chapitres 1–2 expliquent qu'Ammaron, prophète des Néphites, dit à Mormon quand et où il pouvait aller se procurer les plaques. Il raconte aussi le début des grandes guerres et l'enlèvement des trois Néphites à cause de la méchanceté du peuple. Les chapitres 3–4 montrent Mormon appelant le peuple au repentir ; mais celui-ci avait perdu toute sensibilité, et la méchanceté était plus grande que jamais. Les chapitres 5–6 rapportent les batailles finales entre les Néphites et les Lamanites. Mormon fut tué en même temps que la plus grande partie de la nation néphite. Au chapitre 7, avant sa mort, Mormon invite le peuple, tant présent qu'à venir, à se repentir. Les chapitres 8–9 rapportent qu'il ne resta finalement plus que le fils de Mormon, Moroni. Celui-ci décrivit les derniers tableaux de mort et de carnage, notamment la fin du peuple néphite, et rédigea un message pour les générations et les lecteurs futurs des annales.